# Maarten Neyens
Maarten Neyens es un ciclista profesional belga, nacido el 1 de marzo de 1985, en Brasschaat.
Debutó como profesional en 2004. No pasó a la primera categoría del ciclismo hasta 2011, cuando fichó por Omega Pharma-Lotto, equipo en el que permaneció hasta el 2013.

## Palmarés
No ha conseguido victorias como profesional.

## Equipos
- Jartazi Granville (2004)
- Bodysol-Win for Life (2005-2007)
- Topsport Vlaanderen (2008-2010)
- Lotto Belisol (2011-)
  - Omega Pharma-Lotto (2011)
  - Lotto Belisol Team (2012)
  - Lotto Belisol (2013)